# Мазгаров, Ахмет Мазгарович
Ахмет Мазгарович Мазгаров (тат. Әхмәт Мазһар улы Мазһаров; род. 1 января 1943, Сосна, Балтасинский район, Татарская АССР, РСФСР, СССР) — советский и российский учёный, нефтехимик, кандидат химических наук (1970), доктор технических наук (1984). Лауреат премии Правительства Российской Федерации в области науки и техники (2004), Государственной премии Республики Татарстан в области науки и техники (1998). Президент Академии наук Республики Татарстан (2006—2014). Директор Всесоюзного/Всероссийского/Волжского научно-исследовательского института углеводородного сырья с 1981 года.

## Биография
Ахмет Мазгарович Мазгаров родился 1 января 1943 года в деревне Сосна Балтасинского района Татарской АССР. Отец — Мазгар Мирхафизович, сын муллы с пензенской стороны, выпускник Кашкарского медресе, владел фарси и арабским, был последним сосновским муллой, затем учительствовал, подвергся репрессиям, отбыл два года ссылки, а потом вернулся к семье. Мать — Ракыя Хайрулловна, из семьи зажиточного крестьянина из-под Арска, для своего времени была довольно образованной женщиной, владела русским языком, татарским на арабской, латинской и кириллической графике, наизусть знала стихотворения Г. Тукая и Коран. Стал третьим ребёнком в семье, помимо сестры Сальмы и брата Мухаммета. В условиях разрушенного репрессиями и войной хозяйства, с детства помогал родителям по дому, работал в огороде, ухаживал за скотиной, заготавливал сено и дрова.
Первые уроки физики и математики получил от старшего брата, работавшего учителем средней школы. В школу пошёл в шесть лет, после колхозного детского сада. Был пионером, комсомольцем.
В 1956 году окончил семилетнюю школу в родной деревне, а в 1959 году — среднюю школу в селе Балтаси. Занимался в физико-техническом кружке, юных натуралистов, увлекался спортом, плаванием, во время учёбы в средней школе стал чемпионом района по лыжным гонкам, а также работал трактористом. С целью продолжить образование приехал в Казань, в 1959 году поступил в Казанский химико-технологический институт имени С. М. Кирова, который окончил в 1964 году, по специальности «технология продуктов тяжёлого (основного) органического синтеза». Во время учёбы зарабатывал на жизнь разгрузкой барж и вагонов, а также продолжил заниматься спортом, получив 1-й разряд по лыжам и гребле. После получения образования три года проработал на заводе синтетического спирта в Новокуйбышевске, где последовательно был аппаратчиком, начальником смены, затем заместителем начальника цеха, а затем стал и начальником цеха.
Интересуясь разработкой новых технологий, в 1968 году по приглашению профессора Н. Н. Лебедева поступил в аспирантуру Московского химико-технологического института имени Д. И. Менделеева. В 1970 году получил учёную степень кандидата химических наук, защитив диссертацию по теме «Жидкофазное окисление аценафтена с металл-бромидным катализатором». В том же году получил звание старшего научного сотрудника и начал работать в филиале Всесоюзного научно-исследовательского института химических средств защиты растений в Щёлково, что в Московской области, а в 1972 году вернулся в Казань, перейдя в Всесоюзный научно-исследовательский институт углеводородного сырья. Основав лабораторию сероочистки углеводородного сырья, стал её заведующим, в 1977 году назначен заместителем директора по науке, а в 1981 году занял должность директора института. В связи с активным развитием нефтедобычи в Татарстане, во время работы в институте принял активное участие в разработке технологии очистки нефти, газов, нефтепродуктов и сточных вод от сернистых соединений, а также гомогенных и гетерогенных катализаторов для этих процессов с последующей утилизацией сероводорода в виде элементарной серы.
В 1984 году получил степень доктора технических наук, защитив диссертацию «Жидкофазное окисление меркаптанов и сероводорода с металлофталоцианиновыми катализаторами и разработка процессов обессеривания углеводородного сырья». В 1985 году был перемещён на должность заместителя директора института, а в 1991 году снова стал директором. Под руководством Мазгарова были разработаны технологии демеркаптанизации нефти, авиакеросина, лёгкого углеводородного сырья, которые получили активное внедрение в работу промышленных установок и месторождений в ряде стран. В частности, Мазгаров первым в мировой науке разработал процесс демеркаптанизации нефти, внедрённый в 1995 году американской нефтяной компанией «Chevron» на Тенгизском месторождении. Является автором нескольких сотен научных трудов, авторских свидетельств и патентов на изобретения, а также учебных пособий в области химии и технологии сераорганических соединений, технологии переработки нефти и газа. Широко известен своими разработками прикладного характера, внёс вклад в исследование кинетики и катализа реакций окисления сернистых соединений в присутствии металлофталоцианиновых катализаторов, осуществил масштабные исследования свойств и состава высокосернистых карбоновых нефтей. В 1990 году получил учёное звание профессора. Подготовил более 10 докторов и кандидатов наук.

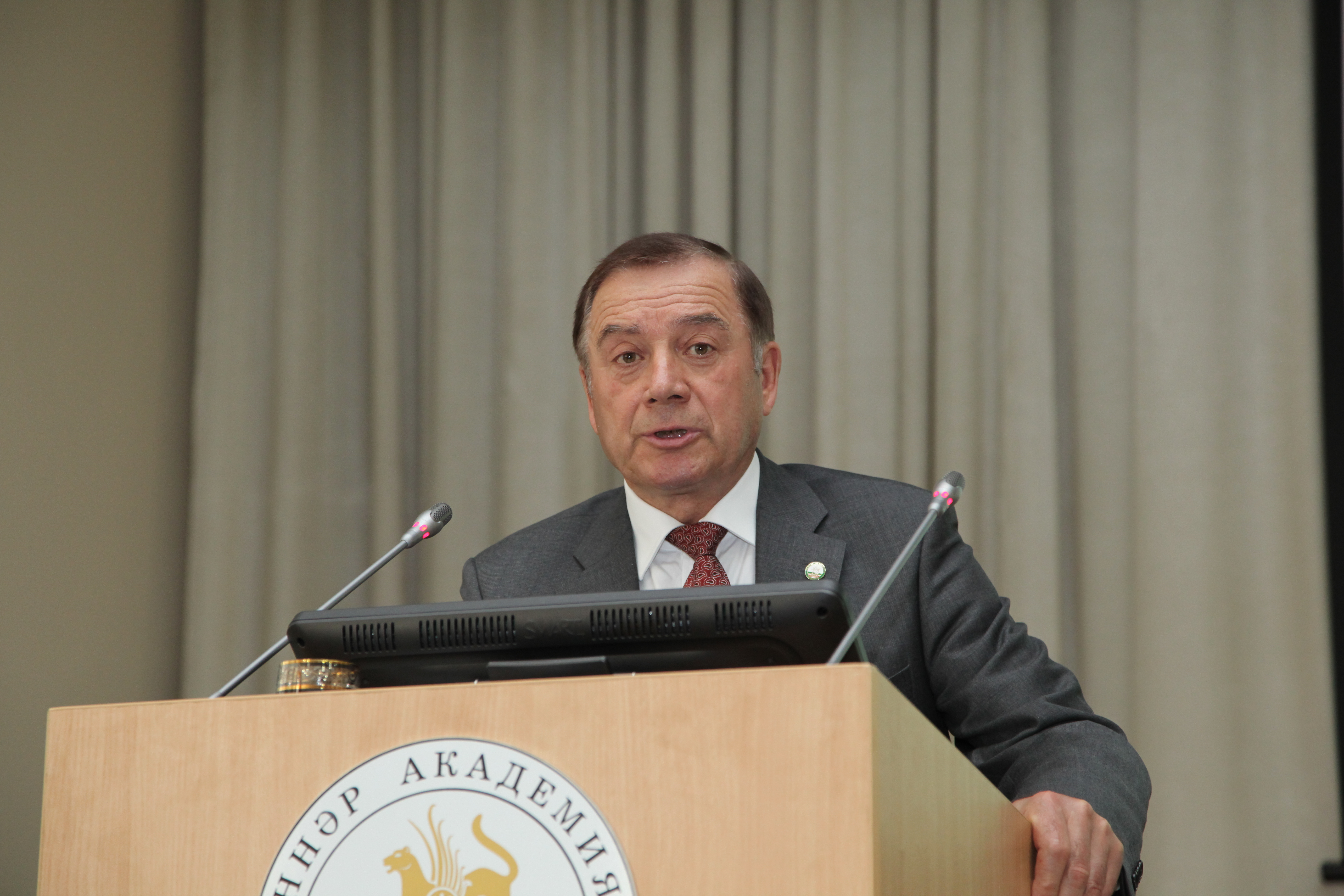
Академик Мазгаров, 2013 год

Принимал активное участие в разработке научной концепции и создании Академии наук Республики Татарстан, в 1991 году избран её академиком. Приняв предложение президента Республики Татарстан М. Ш. Шаймиева, 3 февраля 2006 года был избран президентом Академии вместо М. Х. Хасанова, вышедшего в отставку по состоянию здоровья. Дальнейшую работу в этом качестве совмещал с постом директора ВНИИУС, который на тот момент занимал более 20 лет. По истечении пятилетнего срока пребывания в должности, 25 мая 2011 года переизбран президентом Академии на второй пятилетний срок. Во время пребывания в должности активно налаживал международное научное сотрудничество, в том числе с подсанкционным Ираном, а также занимался вопросами внедрения новейших технологий добычи нефти и разработки сланцевых месторождений. Принял участие в завершении издания «Татарской энциклопедии» и подготовке её последнего тома, а также ряда других энциклопедических изданий Академии
При Мазгарове Академия стала объединяющим центром для различных исследовательских институтов, высших учебных заведений, промышленных предприятий, а также было принято решение включить в состав Академии руководителей государственных органов и организаций. Также активно занимался тем, чтобы Академия принимала участие в подготовке и обучении высококвалифицированных кадров с последующим трудоустройством в научной сфере. При участии Мазгарова был принят новый устав Академии, ставшей государственным научным бюджетным учреждением, также была начата реформа Академии с присоединением к ней всех подчинённых научных институтов и организацией со слиянием в одно юридическое лицо, что получило неоднозначную оценку в научном сообществе Татарстана. 30 апреля 2014 года подал в отставку по собственному желанию с прекращением полномочий с 10 мая. 8 мая отставка была принята президиумом академии, а 16 июня новым президентом был избран М. Х. Салахов.

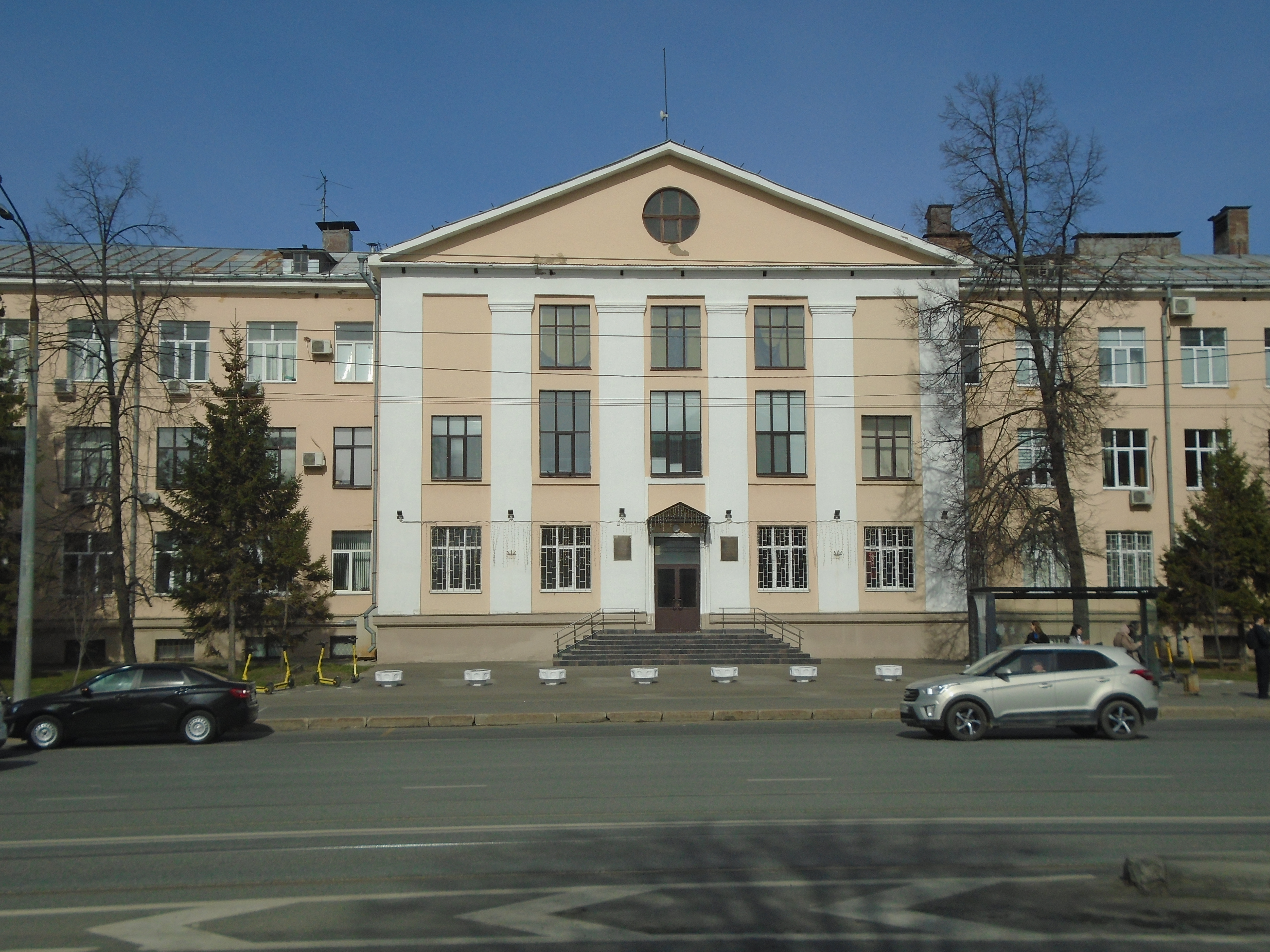
Здание ВНИИУС, 2023 год

В 2002 году стал академиком Академии наук исламского мира, а в 2008 году — её вице-президентом. В 2013 году отметил 70-летие, в связи с чем в свет вышел сборник воспоминаний и статей «Дорогой созидания». В 2014 году начал преподавать в Казанском университете, на кафедре органической и медицинской химии Химического института имени А. М. Бутлерова. В 2014 году вернулся к активному руководству ВНИИУС, который в 2020 году с участием Мазгарова был приобретён компанией «Татнефть». На протяжении ряда лет также являлся заместителем председателя Научного совета по химии и технологии органических соединений серы при министерстве науки и технической политики Российской Федерации, членом экспертного совета по проблемам нефтепереработки при министерстве энергетики РФ, Научного совета Российской академии наук по нефтехимии, редколлегии журнала «Нефтехимия». Является советником президиума и главным специалистом Академии, активно участвует в научных конференциях и симпозиумах, также входит в состав исполнительного комитета Всемирного конгресса татар.
Есть такая аксиома: самая интересная работа в мире — это работа учёного и художника. Пусть молодёжь не боится, что наука не очень престижна, скажем, по сравнению со спортом. Век спортсмена очень короток, и многие выдающиеся спортсмены оказываются впоследствии инвалидами. А учёные долго живут и сохраняют ясный ум. Хочу пожелать, чтобы молодые учёные были настойчивы и целеустремлённы, не пасовали перед материальными и моральными трудностями, — и наука их в конце концов обязательно отблагодарит.Ахмет Мазгаров, 2012 год.
В 2022 году, после начала вторжения России на территорию Украины, отметил, что российское руководство «настроило против себя не просто несколько стран, а весь мир», тогда как последствия этого для экономики Татарстана не заставят себя ждать, «нас ждут очень сложные времена» и «к осени-зиме санкции стопроцентно начнут нас разрушать». В 2023 году отметил 80-летний юбилей.

## Награды
Советские, российские
- Орден «Знак Почёта» (1986 год)[37].
- Знак «Победитель социалистического соревнования» (1977 год)[45].
- Звание «Почётный нефтехимик Российской Федерации» (2002 год)[1].

Татарстанские

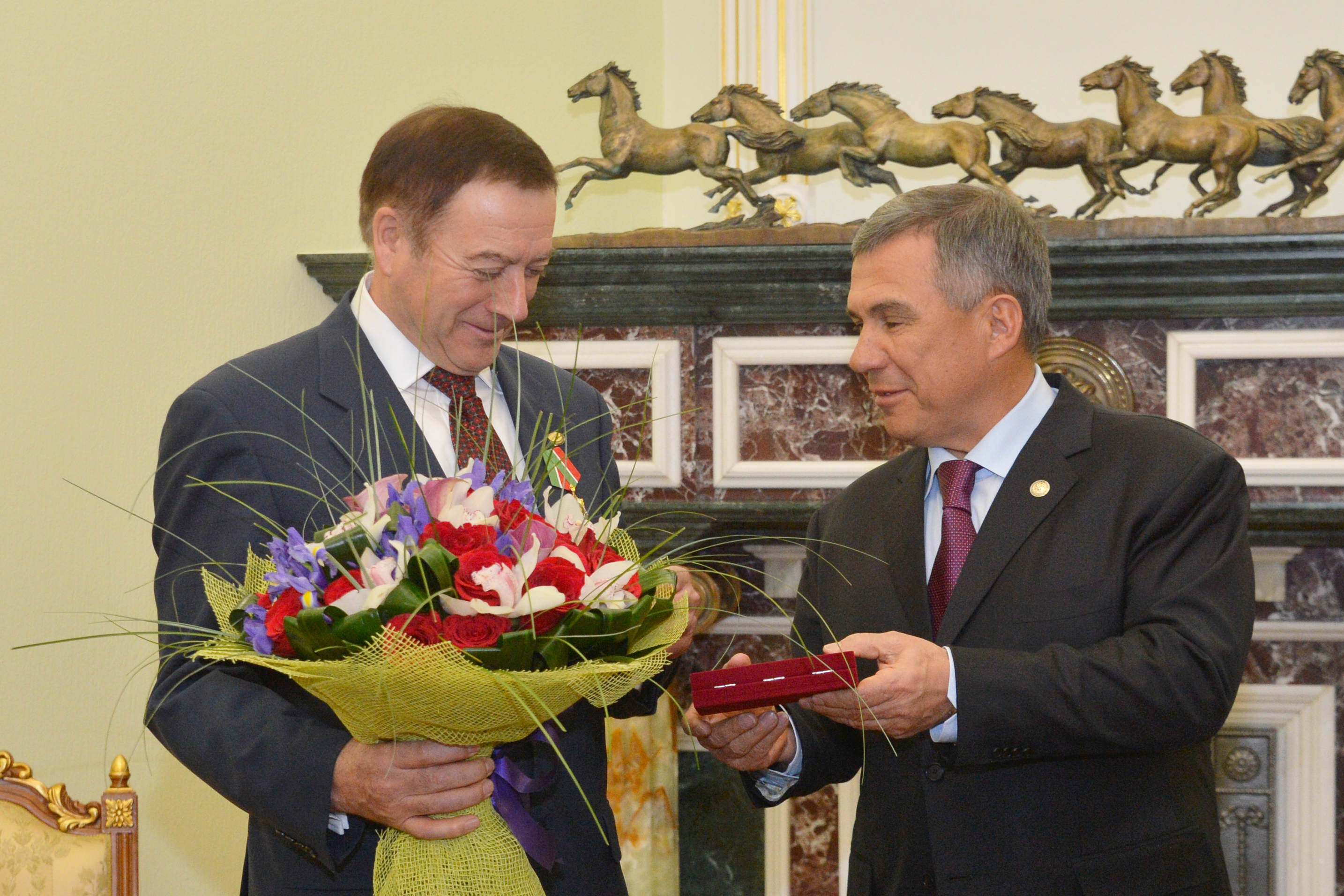
На вручении ордена, 2013 год

- Орден «За заслуги перед Республикой Татарстан» (2012 год) — за многолетний добросовестный труд, значительный вклад в развитие нефтегазопереработки, химии и технологии процессов очистки нефти, газа и нефтепродуктов от сернистых соединений, подготовку высококвалифицированных специалистов, активную научно-организационную и общественную деятельность[46]. Вручён президентом Республики Татарстан Р. Н. Миннихановым в 2013 году на церемонии в президентском дворце в Казанском кремле[47].
- Орден «Дуслык» (2023 год) — за значительный вклад в развитие научного потенциала Республики Татарстан и многолетний плодотворный труд[48].
- Почётная грамота Республики Татарстан (2003 год)[1][49].
- Благодарность президента Республики Татарстан (2014[50], 2018 гг.)[42].
- Почётное звание «Заслуженный химик Татарской АССР[тат.]» (1990 год)[1][45].
- Золотая медаль Академии наук Республики Татарстан «За достижения в науке» (2014 год)[51].

Премии
- Премия Правительства Российской Федерации в области науки и техники (2004 год) — за разработку и промышленное применение новых технологий быстрых химических процессов в турбулентном режиме[52].
- Государственная премия Республики Татарстан в области науки и техники (1998 год) — за работу «Новые процессы и катализаторы для производства и очистки углеводородного сырья от сернистых соединений»[53].

## Личная жизнь
Жена — Альфия Курбангалеевна (урожд. Сафиуллина), кандидат технических наук, доцент Казанского технологического университета. Две дочери — Суфия (выпускница университета в Лос-Анджелесе, живёт в США) и Наиля (выпускница Казанского и Дрезденского университетов, работает в Берлине). Свободно владеет английским и немецким языками. С возрастом пришёл к исламу, в 2008 году совершил хадж.

## Почести
Именем Мазгарова названы улицы в деревне Сосна и в посёлке Балтаси. При участии Мазгарова построена сосновская мечеть, названная именем его отца.